# انگوانته کمی
انگوانته کمی (به آلمانی: Angewandte Chemie) به معنی شیمی کاربردی نشریه ای علمی در زمینه شیمی است که توسط انتشارات Wiley-VCH و از سال ۱۸۸۷ به زبان آلمانی منتشر می‌شود. قالب‌های انتشار آن شامل بررسی‌های طولانی مدت، نکات برجسته کوتاه، ارتباطات تحقیقاتی، مرورهای کوتاه، مقالات، بررسی کتاب‌ها، بررسی نشست ها، مکاتبات، تصحیحات، و آگهی‌های درگذشت است. این مجله حاوی مقالاتی است که تمام جنبه های شیمی را پوشش می دهد.